# Занзан
Занза́н (фр. Zanzan) — область на северо-востоке Кот-д’Ивуара.
- Административный центр — город Бондуку.
- Площадь — 38 261 км², население — 999 586 человек (2010 год).

## География
На юге граничит с областью Муайен-Комоэ, на юго-западе с областью Нзи-Комоэ, на западе с областями Валле-дю-Бандама и Саван, на севере с Буркина-Фасо, на востоке с Ганой.

## Административное деление
Область делится на 6 департаментов:
- Бондуку
- Буна
- Танда
- Нассиан (с 2005 г.)
- Кун-Фао (с 2005 г.)
- Трансуа (с 2009 г.)